# Adrián de Almoguera
Adrián de Almoguera y López de la O. (Granada, c. 1879-Madrid, 1962) fue un dibujante y caricaturista español.

## Biografía
Natural de Granada habría nacido hacia 1879. Almoguera, que colaboraría en publicaciones periódicas como Madrid Cómico –como redactor artístico–, Buen Humor, La Risa y el periódico católico El Debate, participó como dibujante en la obra de Luis Antón del Olmet Los bocheros, con caricaturas de distintas personalidades políticas y periodísticas de posicionamiento germanófilo durante la Primera Guerra Mundial. Miembro de la Asociación de la Prensa de Madrid, falleció en septiembre de 1962 en la capital.